# 文港镇
文港镇，是中华人民共和国江西省南昌市进贤县下辖的一个乡镇级行政单位。
文港于2004年8月被国家授于“华夏笔都”称号。

## 行政区划
文港镇下辖以下地区：
大街社区、新港社区、前途社区、文港村、晏殊村、南湾村、张罗村、渡头村、上朱村、前塘村、前途村、中星村、新岭村、新坪村、周坊村、上屋村、湖潭村和长塘村。

## 中国传统村落
- 2012年12月，晏家村被评为首批“中国传统村落”。
- 2013年8月，曾湾村被评为第二批中国传统村落。